# Pajay
Pajay és un municipi francès situat al departament de la Isèra i a la regió d'Alvèrnia-Roine-Alps. L'any 2007 tenia 949 habitants.

## Demografia

### Població
El 2007 la població de fet de Pajay era de 949 persones. Hi havia 339 famílies de les quals 62 eren unipersonals (33 homes vivint sols i 29 dones vivint soles), 124 parelles sense fills, 145 parelles amb fills i 8 famílies monoparentals amb fills.
La població ha evolucionat segons el següent gràfic:
Habitants censats

### Habitatges
El 2007 hi havia 379 habitatges, 345 eren l'habitatge principal de la família, 20 eren segones residències i 14 estaven desocupats. 339 eren cases i 36 eren apartaments. Dels 345 habitatges principals, 268 estaven ocupats pels seus propietaris, 67 estaven llogats i ocupats pels llogaters i 10 estaven cedits a títol gratuït; 2 tenien una cambra, 7 en tenien dues, 26 en tenien tres, 96 en tenien quatre i 214 en tenien cinc o més. 266 habitatges disposaven pel capbaix d'una plaça de pàrquing. A 141 habitatges hi havia un automòbil i a 183 n'hi havia dos o més.

### Piràmide de població
La piràmide de població per edats i sexe el 2009 era:
| Homes | Edats   | Dones |
| ----- | ------- | ----- |
| 0     | 95 o +  | 0     |
| 0     | 90 a 94 | 4     |
| 4     | 85 a 89 | 8     |
| 0     | 80 a 84 | 12    |
| 12    | 75 a 79 | 8     |
| 16    | 70 a 74 | 16    |
| 28    | 65 a 69 | 24    |
| 28    | 60 a 64 | 20    |
| 20    | 55 a 59 | 28    |
| 20    | 50 a 54 | 28    |
| 24    | 45 a 49 | 16    |
| 20    | 40 a 44 | 24    |
| 28    | 35 a 39 | 24    |
| 32    | 30 a 34 | 36    |
| 56    | 25 a 29 | 24    |
| 16    | 20 a 24 | 20    |
| 24    | 15 a 19 | 8     |
| 20    | 10 a 14 | 20    |
| 12    | 5 a 9   | 16    |
| 44    | 0 a 4   | 24    |

## Economia
El 2007 la població en edat de treballar era de 574 persones, 416 eren actives i 158 eren inactives. De les 416 persones actives 376 estaven ocupades (213 homes i 163 dones) i 41 estaven aturades (21 homes i 20 dones). De les 158 persones inactives 59 estaven jubilades, 41 estaven estudiant i 58 estaven classificades com a «altres inactius».

### Ingressos
El 2009 a Pajay hi havia 388 unitats fiscals que integraven 1.051,5 persones, la mediana anual d'ingressos fiscals per persona era de 15.951 €.

### Activitats econòmiques
Dels 32 establiments que hi havia el 2007, 1 era d'una empresa extractiva, 1 d'una empresa alimentària, 1 d'una empresa de fabricació d'altres productes industrials, 13 d'empreses de construcció, 5 d'empreses de comerç i reparació d'automòbils, 2 d'empreses d'hostatgeria i restauració, 2 d'empreses d'informació i comunicació, 1 d'una empresa immobiliària, 4 d'empreses de serveis i 2 d'empreses classificades com a «altres activitats de serveis».
Dels 15 establiments de servei als particulars que hi havia el 2009, 2 eren tallers de reparació d'automòbils i de material agrícola, 4 paletes, 4 guixaires pintors, 1 fusteria, 2 lampisteries, 1 perruqueria i 1 restaurant.
L'únic establiment comercial que hi havia el 2009 era una fleca.
L'any 2000 a Pajay hi havia 37 explotacions agrícoles que ocupaven un total de 1.034 hectàrees.

## Equipaments sanitaris i escolars
El 2009 hi havia una escola elemental.

## Poblacions més properes
El següent diagrama mostra les poblacions més properes.